# Aleurocerus musae
Aleurocerus musae là một loài côn trùng cánh nửa trong họ Aleyrodidae, phân họ Aleyrodinae.
Aleurocerus musae được Russell miêu tả khoa học đầu tiên năm 1986.